# Vingré
Vingré est une localité de Nouvron-Vingré et une ancienne commune française, située dans le département de l'Aisne en région Hauts-de-France.

## Géographie
Voir la commune de Nouvron-Vingré.

## Toponymie
Vingré est, un ancien hameau de la commune de Nouvron-Vingré, attesté sous la forme Vingrez en 1573.

## Histoire
La commune de Vingré a été créée lors de la Révolution française.
Le 1er mars 1826, elle est réunie avec la commune de Nouvron,. La nouvelle entité prend le nom de Nouvron-Vingré.
Le 4 décembre 1914, c'est sur une prairie de Vingré que furent fusillés pour l'exemple six Poilus du 298e régiment d'infanterie — les fusillés de Vingré — qui seront réhabilités en 1921. Un monument sur le lieu de l'exécution rappelle leur mémoire.

## Administration
Jusqu'à sa fusion avec Nouvron en 1826, la commune faisait partie du canton de Vic-sur-Aisne dans le département de l'Aisne.
Elle appartenait aussi à l'arrondissement de Soissons depuis 1801 et précédemment au district de Soissons.

### Liste des maires
| Période                                  | Période | Identité | Étiquette | Qualité |
| ---------------------------------------- | ------- | -------- | --------- | ------- |
| Les données manquantes sont à compléter. |         |          |           |         |
|                                          |         |          |           |         |

## Démographie
Jusqu'en 1826, la démographie de Vingré était :
| 1793 | 1800 | 1806 | 1821 |
| ---- | ---- | ---- | ---- |
| 121  | 119  | 130  | 132  |

## Culture locale et patrimoine
Voir la commune de Nouvron-Vingré.